# Чемпионат мира по шорт-треку 2017
Чемпионат мира по шорт-треку 2017 года прошёл с 10 по 12 марта в Роттердаме, Нидерланды. Соревнования были проведены среди мужчин и среди женщин в многоборье и эстафетах.
Чемпион в многоборье определялся по результатам четырёх дистанций — на 500, 1000, 1500 и 3000 метров. На дистанциях сначала проводились предварительные забеги, затем лучшие шорт-трекисты участвовали в финальных забегах. Очки начислялись за каждое место в финале (34 очков за 1 место, 21 за 2-е, 13 за 3-е, 8 за 4-е, 5 за 5-е, 3 за 6-е, 2 за 7-е, 1 за 8-е). С 2009 года лидер после первых 1000 м на дистанции 3000 м получает дополнительно 5 очков. Чемпионом мира становится спортсмен, набравший наибольшую сумму очков по итогам четырёх дистанций. В случае равенства набранных очков преимущество отдаётся спортсмену, занявшему более высокое место на дистанции 3000 м. За дистанцию 3000 м медали не вручаются.
Также проводятся эстафеты у женщин на 3000 м и у мужчин на 5000 м. В эстафете принимает участие команда из четырёх спортсменов.

## Медальный зачёт
| Место         | Страна           | Золото | Серебро | Бронза | Всего |
| ------------- | ---------------- | ------ | ------- | ------ | ----- |
| 1             | Республика Корея | 3      | 0       | 5      | 8     |
| 2             | Великобритания   | 3      | 0       | 0      | 3     |
| 3             | Китай            | 2      | 2       | 0      | 4     |
| 4             | Нидерланды       | 2      | 1       | 1      | 4     |
| 5             | Канада           | 0      | 5       | 2      | 7     |
| 6             | Венгрия          | 0      | 2       | 1      | 3     |
| 6             | Япония           | 0      | 0       | 1      | 1     |
| Всего медалей | Всего медалей    | 10     | 10      | 10     | 30    |

## Медалисты

### Мужчины
| Соревнование    | Золото                                                                  | Золото   | Серебро                                                   | Серебро  | Бронза                                                              | Бронза   |
| --------------- | ----------------------------------------------------------------------- | -------- | --------------------------------------------------------- | -------- | ------------------------------------------------------------------- | -------- |
| 500 м           | Шинки Кнегт · Нидерланды                                                | 41.220   | У Дацзин · Китай                                          | 41.151   | Со И Ра · Республика Корея                                          | 41.320   |
| 1000 м          | Со И Ра · Республика Корея                                              | 1:25.232 | Лю Шаоанг · Венгрия                                       | 1:25.732 | Шарль Амлен · Канада                                                | 1:25.182 |
| 1500 м          | Син Да Ун · Республика Корея                                            | 2:16.919 | Самюэль Жирар · Канада}                                   | 2:15.240 | Со И Ра · Республика Корея                                          | 2:16.366 |
| 3000 м          | Шинки Кнегт · Нидерланды                                                | 4:47.344 | Со И Ра · Республика Корея                                | 4:47.594 | Виктор Ан · Россия                                                  | 4:48.362 |
| Многоборье      | Со И Ра · Республика Корея                                              | 81 очко  | Шинки Кнегт · Нидерланды                                  | 73 очка  | Самюэль Жирар · Канада}                                             | 37 очков |
| Эстафета 5000 м | Нидерланды · Ицхак де Лаат · Шинки Кнегт · Дан Бреувсма · Деннис Виссер | 6:59.486 | Китай · У Дацзин · Хань Тяньюй · Жэнь Цзывэй · Сюй Хунчжи | 6:48.126 | Венгрия · Виктор Кнох · Чаба Бурьян · Шандор Шаолинь Лю · Лю Шаоанг | 6:48.251 |

### Женщины
| Соревнование    | Золото                                                            | Золото   | Серебро                                                                  | Серебро  | Бронза                                                                         | Бронза   |
| --------------- | ----------------------------------------------------------------- | -------- | ------------------------------------------------------------------------ | -------- | ------------------------------------------------------------------------------ | -------- |
| 500 м           | Фань Кэсинь · Китай                                               | 43.605   | Марианна Сен-Желе · Канада                                               | 43.630   | Ким Джи Ю · Республика Корея                                                   | 43.744   |
| 1000 м          | Элиза Кристи · Великобритания                                     | 1:29.971 | Марианна Сен-Желе · Канада                                               | 1:30.535 | Сюзанне Схюлтинг · Нидерланды                                                  | 1:30.538 |
| 1500 м          | Элиза Кристи · Великобритания                                     | 2:36.558 | Марианна Сен-Желе · Канада                                               | 2:34.837 | Сим Сок Хи · Республика Корея                                                  | 2:27.339 |
| 3000 м          | Сим Сок Хи · Республика Корея                                     | 5:12.382 | Ким Джи Ю · Республика Корея                                             | 5:12.464 | Элиза Кристи · Великобритания                                                  | 5:12.542 |
| Многоборье      | Элиза Кристи · Великобритания                                     | 89 очков | Марианна Сен-Желе · Канада                                               | 68 очков | Сим Сок Хи · Республика Корея                                                  | 52 очка  |
| Эстафета 3000 м | Китай · Цзан Ицзэ · Го Ихань · Цюй Чуньюй · Фань Кэсинь · Линь Юэ | 4:14.058 | Венгрия · Бернадетт Хеидум · Андреа Кеслер · Петра Ясапати · Шара Бачкаи | 4:14.627 | Япония · Хитоми Саито · Аюко Ито · Моэми Кикути · Сумирэ Кикути · Аои Ватанабэ | 4:16.668 |